# Luca Chiappino
Luca Chiappino (Genova, 4 aprile 1966) è un allenatore di calcio ed ex calciatore italiano di ruolo difensore, tecnico nelle giovanili del Genoa.

## Carriera

### Calciatore
Ha giocato diversi anni con i rossoblù, collezionando 52 presenze ed un gol in Serie B tra il 1984 ed il 1988. 
Inoltre ha giocato nei campionati minori indossando le maglie di SPAL, Spezia, Lanerossi Vicenza, Monza (dove vince una Coppa Italia Serie C) e Alessandria.
Si ritira dal calcio giocato a 27 anni a causa di un grave infortunio.

### Allenatore
A partire dal 2007 ha allenato la formazione Primavera del Genoa con la quale ha vinto un Campionato Primavera nella stagione 2009-2010, una Coppa Italia Primavera nella stagione 2008-2009 ed una Supercoppa Primavera nel 2009.
A partire dalla stagione 2010-2011 gli sono stati affidati i ragazzi più giovani della formazione Allievi. Dalla stagione 2012-2013 è tornato alla guida della formazione Primavera.
Il 24 luglio 2013 viene ingaggiato dal Sorrento militante in Lega Pro Seconda Divisione, il 25 novembre viene esonerato dopo la decisiva sconfitta contro il Martina Franca dopo 3 vittorie, 3 pareggi e 7 sconfitte e lascia la squadra al quart'ultimo posto in zona retrocessione.
Il 21 giugno 2019, dopo aver conquistato i quarti di finale nel campionato Allievi, torna alla guida della Primavera del Genoa per la quarta volta nella sua carriera.

## Palmarès

### Calciatore
- Coppa Italia Serie C: 1

Monza: 1990-1991

### Allenatore

#### Competizioni giovanili
- Coppa Italia Primavera: 1

Genoa: 2008-2009
- Supercoppa italiana Primavera: 1

Genoa: 2009
- Campionato Primavera: 1

Genoa: 2009-2010